# Oberlahr

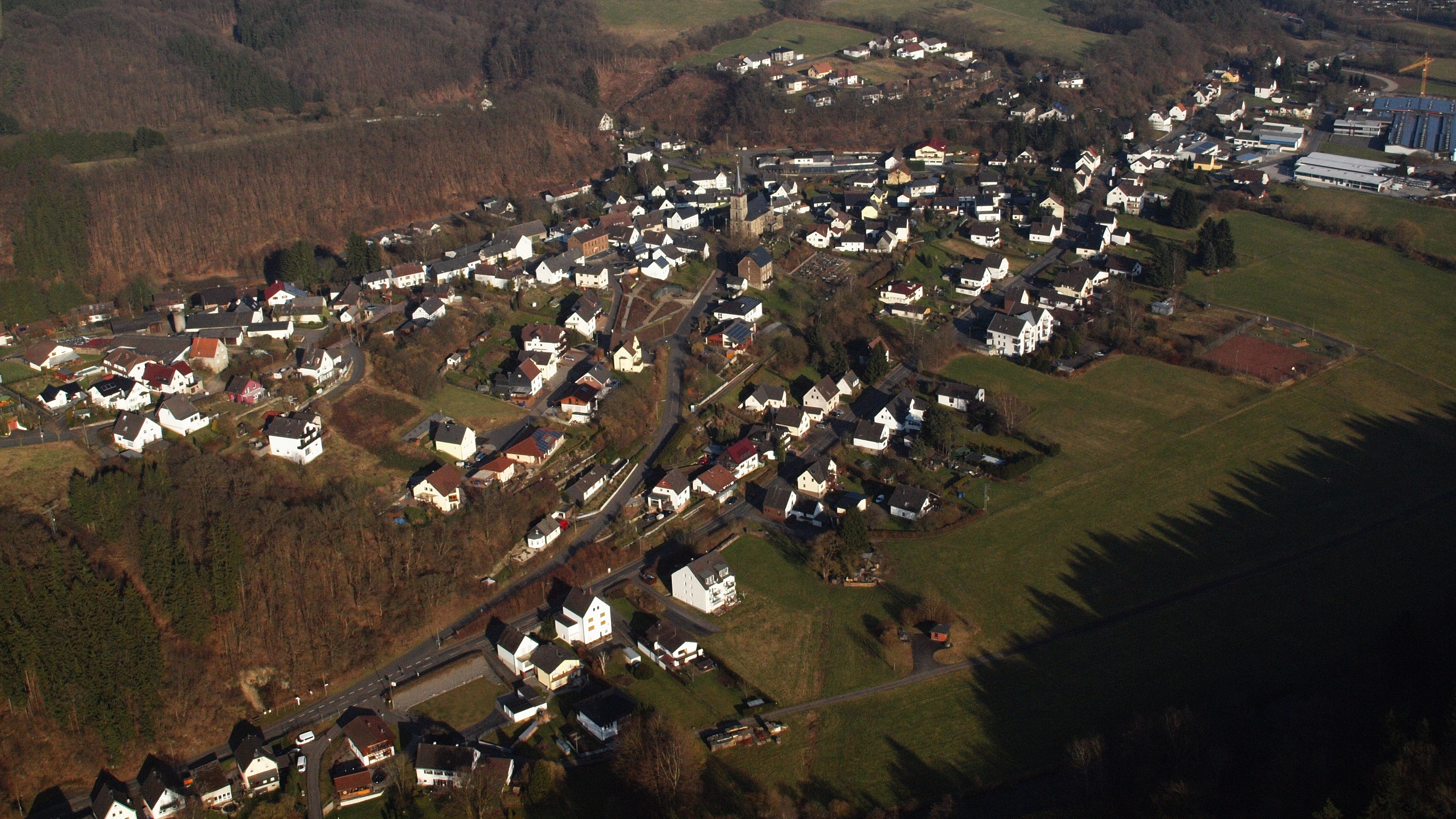
Oberlahr, Luftaufnahme 2015

Oberlahr ist eine Ortsgemeinde im Landkreis Altenkirchen (Westerwald) in Rheinland-Pfalz. Sie gehört der Verbandsgemeinde Altenkirchen-Flammersfeld an.

## Geographie
Oberlahr liegt im Wiedtal in der Lahrer Herrlichkeit und im Naturpark Rhein-Westerwald. Zu Oberlahr gehören auch die Wohnplätze Am Lahrbach, Lammerichskaul und Talblick.

## Geschichte
Oberlahr gehörte zum Kurfürstentum Köln, dessen rechtsrheinischen Reste im Jahr 1803 aufgrund des Reichsdeputationshauptschlusses aufgelöst und dem Fürstentum Nassau-Usingen zugesprochen wurden. 1806 gehörte das Gebiet zum Herzogtum Nassau und kam 1815 aufgrund der Beschlüsse des Wiener Kongresses und eines Zusatzvertrages zum Königreich Preußen. Unter der preußischen Verwaltung wurde Oberlahr der Bürgermeisterei Flammersfeld im neu errichten Kreis Altenkirchen zugeordnet, der von 1822 an zur Rheinprovinz gehörte.
Bei der Oberlahrer Brandkatastrophe am Adventssonntag, den 12. Dezember 1790, ist nahezu der gesamte Ort abgebrannt. Zum Wiederaufbau wurden 200 der 3000 vorhandenen Eichen aus den Oberlahrer Waldungen benötigt.  Den „Abgebrannten“ wurden je nach Größe ihrer Häuser und dem entstandenen Schaden die Eichen zur Reparatur oder zum Neubau zugeteilt.
Bevölkerungsentwicklung
Die Entwicklung der Einwohnerzahl von Oberlahr, die Werte von 1871 bis 1987 beruhen auf Volkszählungen:
| Jahr | Einwohner |
| ---- | --------- |
| 1815 | 239       |
| 1835 | 267       |
| 1871 | 314       |
| 1905 | 319       |
| 1939 | 500       |

| Jahr | Einwohner |
| ---- | --------- |
| 1950 | 577       |
| 1961 | 595       |
| 1970 | 636       |
| 1987 | 698       |
| 1997 | 778       |

| Jahr | Einwohner |
| ---- | --------- |
| 2005 | 810       |
| 2011 | 749       |
| 2017 | 750       |
| 2023 | 757       |

## Politik

### Gemeinderat
Der Gemeinderat in Oberlahr besteht aus zwölf Ratsmitgliedern, die bei der Kommunalwahl am 9. Juni 2024 in einer Mehrheitswahl gewählt wurden, und der ehrenamtlichen Ortsbürgermeisterin als Vorsitzender.

### Bürgermeister
Anneliese Rosenstein wurde 2009 Ortsbürgermeisterin von Oberlahr. Bei der Direktwahl am 26. Mai 2019 wurde sie mit einem Stimmenanteil von 77,53 % und am 9. Juni 2024 als einzige Bewerberin mit 74,8 % jeweils für weitere fünf Jahre in ihrem Amt bestätigt.

## Verkehr

### Schienenverkehr

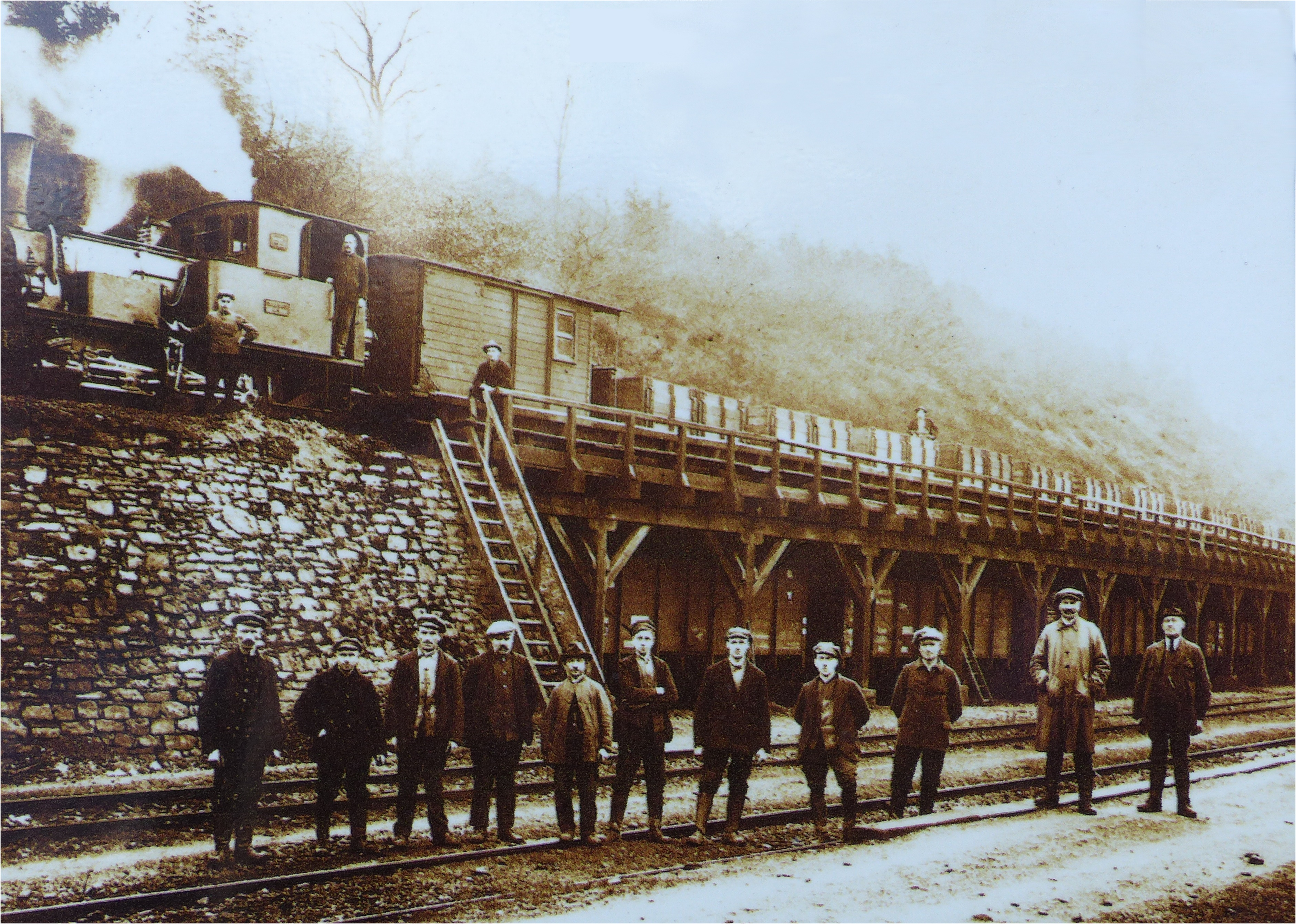
Erzverladung im Bahnhof Seifen

Bereits ab 1884 führte eine schmalspurige Bahn, im Volksmund „Krupp’sche Grubenbahn“, östlich des Ortes als reine Güterverkehrsstrecke von der Grube Louise in Niedersteinebach nach Seifen; im dortigen Bahnhof wurden die Güter auf die normalspurige Bahn umgeladen. Die Verlegung der Verladestelle zum Bahnhof Oberlahr wurde auch nach Fertigstellung der Kasbachtalbahn aus finanziellen Gründen nicht umgesetzt. 1930 wurde der Betrieb auf der Schmalspurstrecke wieder eingestellt.
Der Personenbahnhof Oberlahr an der Kasbachtalbahn, der sich östlich des Ortes befand, wurde von 1912 bis März 1945 von Personenzügen bedient. Nachdem mehrere Brücken der Strecke gesprengt wurden, wurde der Betrieb nach Kriegsende zwischen Neustadt (Wied) und Flammersfeld nicht wieder aufgenommen, und ab 1949 auf der gesamten Strecke der Bahnstrecke durch Omnibusverkehr ersetzt.

### Bus
Nach dem Fahrplanwechsel am 12. Februar 2021 ist Oberlahr mit den Buslinien 125 und 129 an die anderen Gemeinden der Lahrer Herrlichkeit angebunden, darunter Neustadt (Wied) und Burglahr. Die einstige Direktverbindung nach Altenkirchen besteht dabei nicht mehr.

### Straßenverkehr
Durch Oberlahr verläuft die Landesstraße 269, die östlich der Ortschaft an die Bundesstraße 256 anschließt, und damit eine Verbindung an das Fernstraßennetz bildet. Die Wohnlage Lammerichskaul wird von der Kreisstraße 1 erschlossen.

## Kultur und Sehenswürdigkeiten

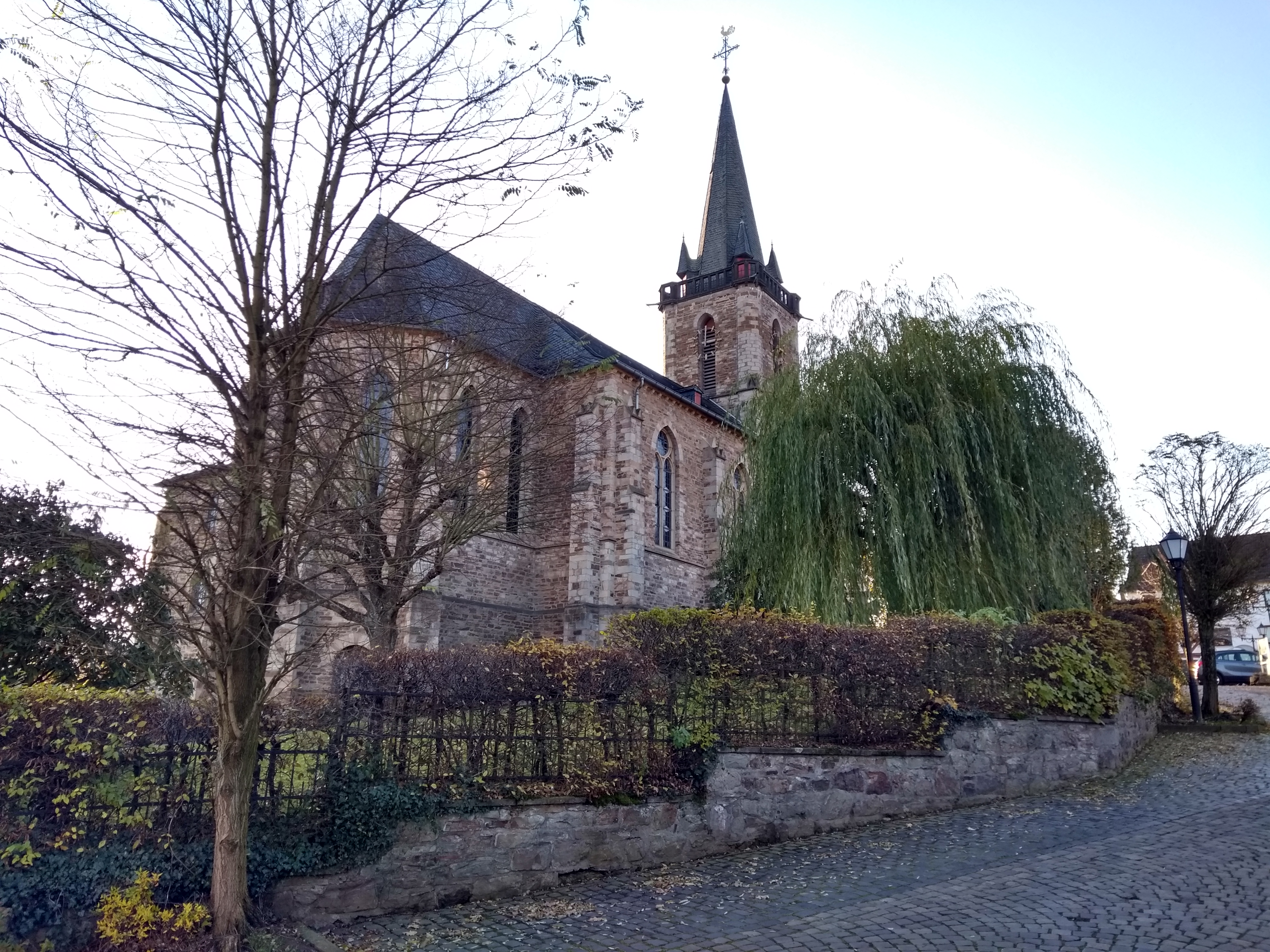
St. Antonius-Kirche

Im Ortskern liegt der restaurierte Kirchplatz mit der St. Antonius-Kirche, dem geschichtsträchtigen Dorfbackes und dem Gemeindehaus.

## Persönlichkeiten
- Ehrenbürger Karl Becker („Beckersch Karl“, 1922/23–2010), Politiker (CDU), war von 1961 bis 1975 in Oberlahr und nachfolgend bis 1989 in der Verbandsgemeinde Flammersfeld Bürgermeister.[12]
- Alois Rübsamen (* 1939 in Oberlahr; † 2013 in Schliengen), Politiker (CDU), Bürgermeister in Schliengen und Landrat des Kreises Lörrach